# Eerste Kamerverkiezingen 1977
De Eerste Kamerverkiezingen van 1977 waren reguliere Nederlandse verkiezingen voor de Eerste Kamer der Staten-Generaal. Zij vonden plaats op 6 juli 1977.
Bij deze verkiezingen kozen de leden van de Provinciale Staten in de kiesgroepen II en IV - die op 27 maart 1974 bij de Statenverkiezingen gekozen waren - 37 nieuwe leden van de Eerste Kamer.
De door de leden van Provinciale Staten uitgebrachte stemmen hadden niet alle dezelfde waarde; zij werden gewogen aan de hand van de bevolkingscijfers van de provincies. 
De uitslag van de verkiezingen was als volgt:
| Partij                                  | Zetels | Zetels | +/− | Zetelverdeling naar kiesgroep | Zetelverdeling naar kiesgroep | Zetelverdeling naar kiesgroep | Zetelverdeling naar kiesgroep |
| Partij                                  | 1974   | 1977   | +/− | I                             | II                            | III                           | IV                            |
| --------------------------------------- | ------ | ------ | --- | ----------------------------- | ----------------------------- | ----------------------------- | ----------------------------- |
| Partij van de Arbeid                    | 21     | 25     | +4  | 5                             | 8 (+3)                        | 6                             | 6 (+1)                        |
|                                         |        |        |     |                               |                               |                               |                               |
| Katholieke Volkspartij                  | 16     | 9      |     | 7                             | - (−4)                        | 2                             | - (−3)                        |
| Christelijk-Historische Unie            | 7      | 2      |     | 1                             | - (−3)                        | 1                             | - (−2)                        |
| Anti-Revolutionaire Partij              | 6      | 2      |     | 1                             | - (−2)                        | 1                             | - (−2)                        |
| Christen-Democratisch Appèl             | -      | 11     |     | -                             | 7 (+7)                        | -                             | 4 (+4)                        |
| subtotaal                               | 29     | 24     | −5  | 9                             | 7 (−2)                        | 4                             | 4 (−3)                        |
|                                         |        |        |     |                               |                               |                               |                               |
| Volkspartij voor Vrijheid en Democratie | 12     | 15     | +3  | 4                             | 3 (+1)                        | 4                             | 4 (+2)                        |
| Politieke Partij Radikalen              | 4      | 5      | +1  | 2                             | 1                             | 1                             | 1 (+1)                        |
| Communistische Partij van Nederland     | 4      | 2      | −2  | 0                             | 0 (−1)                        | 2                             | 0 (−1)                        |
| Boerenpartij                            | 1      | 1      | 0   | 1                             | 0                             | 0                             | 0                             |
| Staatkundig Gereformeerde Partij        | 1      | 1      | 0   | 0                             | 0                             | 0                             | 1                             |
| Gereformeerd Politiek Verbond           | 0      | 1      | +1  | 0                             | 0                             | 0                             | 1 (+1)                        |
| Pacifistisch Socialistische Partij      | 0      | 1      | +1  | 0                             | 0                             | 0                             | 1 (+1)                        |
| Democraten 66                           | 3      | 0      | −3  | 0                             | 0 (−1)                        | 0                             | 0 (−2)                        |
| Totaal                                  | 75     | 75     | 0   | 21                            | 19                            | 17                            | 18                            |

## Gekozenen
Bij deze verkiezingen waren 37 leden aftredend, van wie 15 herkozen werden.
Tom Veen werd met doorbreking van de lijstvolgorde met voorkeurstemmen gekozen op de lijst van de VVD in kiesgroep II; hij aanvaardde zijn benoeming niet. In zijn plaats werd vervolgens Hendrik Louwes benoemd verklaard.
*1850 · 1853 · 1856 · 1859 · 1862 · 1865 · 1868 · 1871 · 1874 · 1877 · 1880 · 1883 · *1884 · 1887 (I) · *1887 (II) · *1888 · 1890 · 1893 · 1896 · 1899 · 1902 · *1904 · 1907 · 1910 · 1913 · 1916 · *1917 · 1919 · *1922 · *1923 · 1926 · 1929 · 1932 · 1935 · *1937 · *1946 · *1948 · 1951 · *1952 · 1955 · *1956 (I) · *1956 (II) · 1960 · *1963 · 1966 · 1969 · *1971 · 1974 · 1977 · 1980 · *1981 · *1983 · *1986 · 1987 · 1991 · 1995 · 1999 · 2003 · 2007 · 2011 · 2015 · 2019 · 2023

* algemene verkiezingen in verband met vervroegde ontbinding van de Eerste Kamer

vanaf 1987 bedraagt de vaste zittingstermijn van de Eerste Kamer vier jaar